# Störung der Vitalgefühle
Störung der Vitalgefühle ist ein Merkmal im psychopathologischen Befund. Dabei geht es laut dem AMDP-System um ein Gefühl der Kraft- und Energielosigkeit und mangelnder Lebendigkeit oder Schwung, was sich in rascher körperlicher oder geistiger Erschöpfbarkeit, Müdigkeit, körperlichem Unbehagen zeigen kann. Dabei handelt es sich um ein allgemeines Gefühl im Unterschied zu isolierten körperlichen Beschwerden, wie Schmerzen, die im somatischen Befund erfasst werden sollen. Die Störung der Vitalgefühle im AMDP-System entspricht der Bezeichnung gesteigerte Ermüdbarkeit im ICD-10. Im Gegensatz dazu würde antriebsarm im AMDP-System der Bezeichnung verminderter Antrieb im ICD-10 entsprechen. Eine Störung der Vitalgefühle kann zusammen mit anderen Symptomen auf eine Depression hinweisen.